# Гиорсо, Альберт
Альберт Гиорсо (15 июля 1915, Вальехо, Калифорния — 26 декабря 2010, Беркли, Калифорния) — американский физик и химик, соавтор открытия целого ряда новых химических элементов.

## Биография

### Ранние годы
Гиорсо родился в Калифорнии 15 июля 1915 года. Он вырос в городе Аламеда, штат Калифорния. Будучи подростком, построил радиосхему, превосходившую расстояния для радиоконтактов, которые тогда использовались военными.
В 1937 г. окончил Калифорнийский университет в Беркли (бакалавр электротехники). После окончания университета он работал в известной компании Reginald Tibbets, которая поставляла детекторы, использующиеся для определения уровня радиации, по государственным заказам, где изобрёл первый в мире коммерческий счётчик Гейгера. Способность Гиорсо к разработке и производству этих инструментов, а также необходимость решения различных электронных задач в процессе работы, привели к его знакомству с учёными-ядерщиками радиационной лаборатории Калифорнийского университета Беркли, в частности, с Гленном Сиборгом. Однажды, во время работы в лаборатории, в которой он должен был установить внутреннюю селекторную связь, он встретил двух секретарей, одна из которых впоследствии вышла замуж за Сиборга, а другая, Вильма Бэлт, стала женой Альберта Гиорсо на более чем 60 лет.

### Исследования в годы войны 1941—1945
В начале 1940-х годов, Сиборг переехал в Чикаго, чтобы работать над Манхэттенским проектом — программе по созданию американской атомной бомбы. Он пригласил Гиорсо присоединиться к нему, и в течение следующих четырёх лет Гиорсо разработал чувствительные приборы для регистрации излучения, связанного с ядерным распадом, в том числе спонтанным делением. Одним из инструментов Гиорсо, обеспечившим прорыв в области исследования ядерного распада, был 48-канальный высокоимпульсный анализатор, который позволял определить энергию излучения, и, следовательно, его источник. Гиорсо занимался исследованием химических характеристик плутония, на основе которого была сделана бомба, сброшенная на Нагасаки. За это время Гиорсо и Сиборг обнаружили два новых элемента (95, америций и 96, кюрий), хотя публикации, посвященные их открытию были отложены до конца войны.

### Новые элементы
С 1946 г. Гиорсо работал в Лоуренсовской радиационной лаборатории Калифорнийского университета в Беркли (с 1969 г. — директор линейного ускорителя тяжёлых ионов). После войны , Сиборг и Гиорсо вернулись в Беркли, где они и их коллеги использовали циклотрон 60" Crocker для получения элементов в порядке увеличения их атомного номера, путём бомбардировки экзотических целей ионами гелия. В экспериментах в 1949—1950, они получили и описали элементы 97 (берклий) и 98 (калифорний). В 1953 году в сотрудничестве с Аргоннской лабораторией, Гиорсо с сотрудниками обнаружили эйнштейний (99) и фермий (100), выявленные по их характерному излучению в пыли, собранной на самолетах с первого термоядерного взрыва (испытание “Майк”). В 1955 году группа использовала циклотрон для получения 17 атомов элемента 101 (менделевия). Методика отдачи, изобретенная Гиорсо, имела решающее значение для получения идентифицируемого сигнала от отдельных атомов нового элемента.
В середине 1950-х стало ясно, чтобы продлить периодическую таблицу дальше, необходим новый ускоритель, и в Беркли был построен линейный ускоритель тяжелых ионов (Heavy Ion Linear Accelerator — HILAC), ответственным за работу которого был назначен Гиорсо. Этот ускоритель был использован для открытия элементов 102—106 (102, нобелий; 103, лоуренсий; 104, резерфордий; 105, дубний; 106, сиборгий), каждый, полученный и идентифицированный только в количестве лишь несколько атомов. Открытие каждого последующего элемента стало возможным благодаря разработке инновационных методов в роботизированной обработке целей, эффективным детекторам излучения и компьютерной обработке данных. Модернизация HILAC в 1972 привела к появлению SUPERHILAC, позволившему работать с ионными пучками более высокой интенсивности, что сыграло решающее значение в получении достаточного количества атомов для обнаружения нового элемента под номером 106, названного сиборгий.
С увеличением атомного номера, экспериментальные трудности, связанные с получением и описанием нового элемента значительно возрастают. В 1970-х и 1980-х годах, финансовая поддержка новых исследований элементов в Беркли была сокращена, однако лаборатория GSI в Дармштадте (Германия), под руководством Петра Армбрустера, обладавшая значительными ресурсами, смогла получить и описать элементы 107—109 (107, борий; 108,хассий и 109, мейтнерий). В начале 1990-х, группы в Беркли и Дармштадте предприняли совместную попытку получить элемент 110. Эксперименты в Беркли были неудачными, но в итоге элементы 110—112 (110, дармштадтий; 111, рентгений и 112, коперниций) были синтезировны и описаны в лаборатории Дармштадта. Последующая работа в лаборатории ОИЯИ в Дубне под руководством Юрия Оганесяна привела к открытию элементов 113—118 (113, нихоний ; 114, флеровий ; 115, московий; 116, ливерморий; 117, теннессин и 118, оганесон), тем самым завершив седьмую строку периодической таблицы элементов.

### Изобретения
Гиорсо изобрел многочисленные методы и приборы для выделения и описания тяжелых элементов атом за атомом. Ему, как правило, приписывают реализацию многоканального анализатора и техники отдачи для выделения продуктов реакции, хотя оба эти изобретения были по сути важными расширениями ранее известных идей. Его концепция для нового типа ускорителя, Омнитрона (Omnitron), признается блестящей идей, которая, вероятно, позволила бы лаборатории Беркли обнаружить многочисленные дополнительные новые элементы, но ускоритель так и не был построен, став своего рода «жертвой» развивавшейся в 1970-е годы политики США, направленной на минимизацию основных ядерных исследований и значительно расширившей исследования по вопросам окружающей среды, здоровья и безопасности. В частности, из-за невозможности строительства Омнитрона, Гиорсо (вместе с коллегами Бобом Майном и другими) задумал ускоритель, основанный на соединении HILAC и Беватрона (Bevatron), который он назвал Bevalac. Этот комбинированный ускоритель, сделал возможным получение тяжелых ионов энергий порядка ГэВ, тем самым дав развитие двум новым областям исследований: «ядерная физика высоких энергий» и терапии с помощью тяжелых ионов, в которой ионы высоких энергий используются для облучения опухолей у больных раком. Обе этих области получили широкое распространение во многих лабораториях и клиниках по всему миру.

### Поздние годы
В поздние годы жизни, Гиорсо продолжал исследования по поиску сверхтяжелых элементов, термоядерной энергии и нетрадиционным источникам электронных пучков. Он был соавтором экспериментов в 1999 году, целью которых был синтез 118-го элемента, но они оказались неудачными. Среди прочего, он также внёс научный вклад в эксперименты Уильяма Фейрбенка (Стэнфордский университет) по исследованию свободного кварка, в открытие элемента 43 (технеций), диского ускорителя электронов.

### Наследие
Совместно с другими исследователями участвовал в открытии следующих элементов:
- америций (элемент 95) — 1945 г.;
- кюрий (элемент 96) — 1944 г.;
- берклий (элемент 97) — 1950 г.;
- калифорний (элемент 98) — 1950 г.;
- эйнштейний (элемент 99) — 1952 г.;
- фермий (элемент 100) — 1952 г.;
- менделевий (элемент 101) — 1955 г.;
- нобелий (элемент 102) — 1958—1959 г.;
- лоуренсий (элемент 103) — 1961 г.;
- резерфордий (элемент 104) — 1969 г.;
- дубний (элемент 105) — 1970 г.;
- сиборгий (элемент 106) — 1974 г.

Гиорсо лично выбрал некоторые из названий элементов, предложенных его группой. Название, первоначально предложенное им для элемента 105 (ганий), был изменено Международным союзом теоретической и прикладной химии (IUPAC) на дубний, чтобы отметить вклад лаборатории в Дубне (Россия), в поисках трансфермиевых элементов. Рекомендованное им название для элемента 106, сиборгий, было принято только после широкого обсуждения о присвоении элемента названия в честь живущего человека. В 1999 году свидетельства о получении двух сверхтяжелых элементов (элемент 116, унунгексий и 118, унуноктий) были опубликованы группой из Беркли. Группа, открывшая их, была намерена предложить название гиорсий для элемента 118, но оказалось, что данные были подделаны, и в 2002 году они были отозваны, так как синтез по объявленной методике не был подтверждён в российском, немецком и японском центрах ядерных исследований, а затем и в самих США.
В течение жизни Гиорсо опубликовал около 170 научных работ, большинство в Physical Review.
Он также разработал высокотехнологичную камеру для наблюдения за птицами и был постоянным сторонником экологических сообществ и организаций.
С несколькими некрологами Альберту Гиорсо, можно ознакомиться в Интернете, его полноразмерная биография находится в разработке.